# هاري روبنز هالدمان
هاري روبنز هالدمان (بالإنجليزية: H. R. Haldeman)‏ (و. 1926 – 1993 م) هو سياسي، ورائد أعمال من الولايات المتحدة الأمريكية . ولد في لوس أنجلوس . تولى منصب رئيس موظفي البيت الأبيض (20 يناير 1969–30 أبريل 1973) .
وهو عضو في الحزب الجمهوري .
توفي في سانتا باربارا، كاليفورنيا .بسبب سرطان المعدة .

## التعليم
تعلم في جامعة كاليفورنيا، لوس أنجلوس، وUSC Gould School of Law.
| المناصب السياسية    | المناصب السياسية                    | المناصب السياسية |
| ------------------- | ----------------------------------- | ---------------- |
| سبقه Wilton Persons | رئيس موظفي البيت الأبيض 1969 - 1973 | تبعه ألكسندر هيغ |

## روابط خارجية
- هاري روبنز هالدمان على موقع الموسوعة البريطانية (الإنجليزية)
- هاري روبنز هالدمان على موقع إن إن دي بي (الإنجليزية)